# Favolaschia montana
Favolaschia montana är en svampart som beskrevs av Singer 1974. Favolaschia montana ingår i släktet Favolaschia och familjen Mycenaceae.   Inga underarter finns listade i Catalogue of Life.